# Axel Heibergön

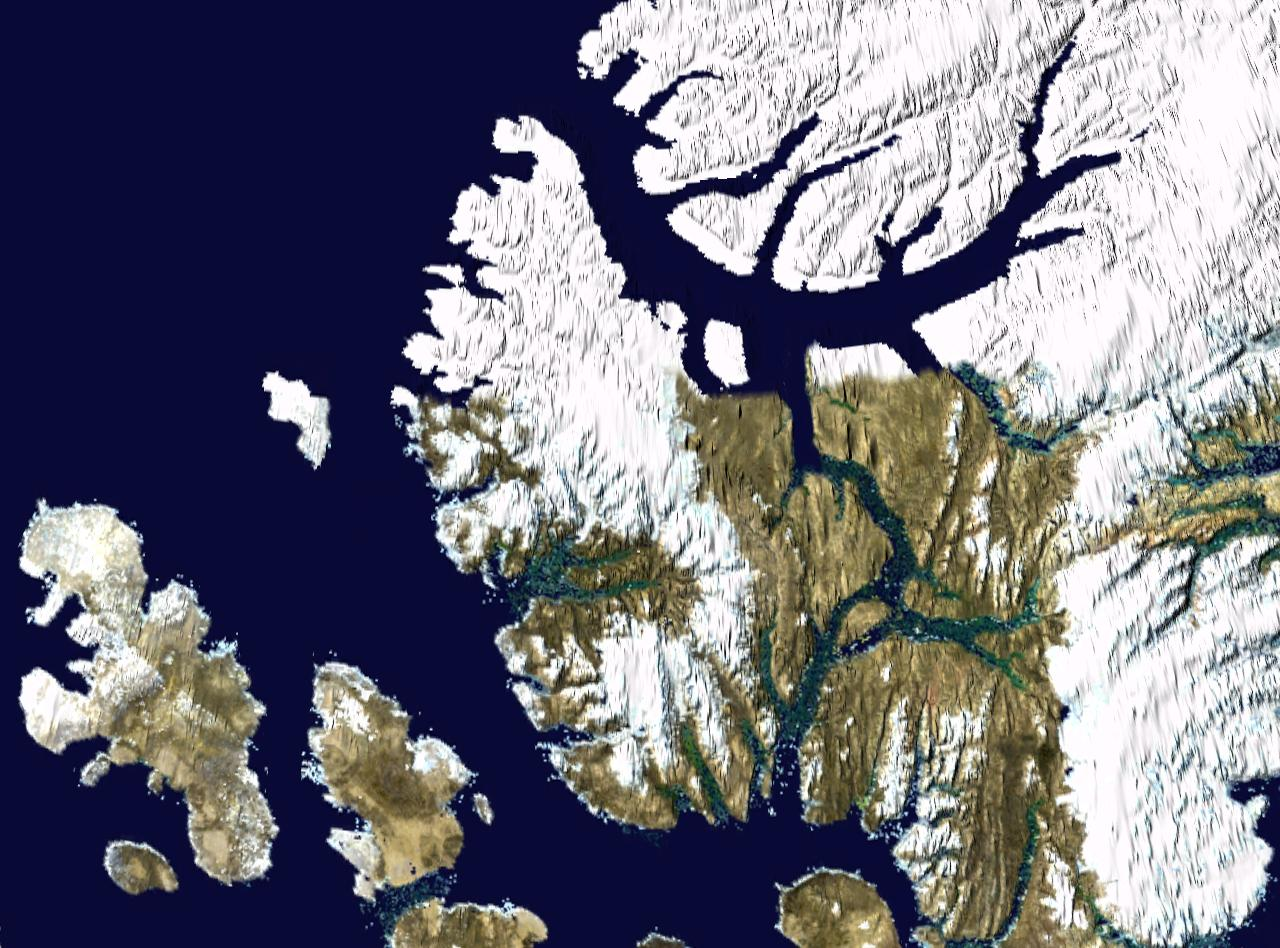
Axel Heibergön.

Axel Heibergön (engelska: Axel Heiberg Island, inuktitut: ᐅᒥᖕᒪᑦ ᓄᓈᑦ, Umingmat Nunaat) är en ö i Nunavut i arktiska Kanada. Ön är bergig med många glaciärer och fjordar. Den namngavs av Otto Sverdrup under hans polarexpedition 1898–1902. Ön fick sitt namn efter norske direktören Axel Heiberg (1848–1932) som bidrog till finansieringen av expeditionen.
Ön, som är en av Sverdrupöarna, är världens 32:a största ö och den sjunde största ön i Kanada. Ytan är cirka 43 000 km², det vill säga en yta ungefär motsvarande Danmark. På Axel Heibergön har McGill University en fältstation sedan 1960. På ön finns en av världens största förstenade skogar.
På 1930-talet försökte Norge göra anspråk på ön.